# Bernard de Castanet
Bernard de Castaner ou de Castanet est un évêque et un cardinal français né vers 1240, probablement dans la région de Montpellier, et mort le 14 août 1317 à Avignon.

## Biographie

### Formation
Bernard de Castanet est  formé aux écoles de Montpellier où il reçut la licence de juriste. Il est ensuite nommé archidiacre de Fenouillet en l'église de Narbonne et détient aussi des bénéfices dans les églises d'Orléans et de Majorque.

### Au service de la Papauté
Le pape français Clément IV le fait chapelain pontifical et auditeur des Causes du Sacré-Palais ou rote romaine). Après la victoire de Charles d'Anjou à Bénévent contre Manfred (l'héritier de l'empereur Frédéric II) en février 1266, Bernard de Castanet est envoyé en mission à Crémone et à Plaisance pour organiser le ralliement à la cause guelfe de ces deux cités jusque-là attachées au parti gibelin. En compagnie d'un autre chapelain pontifical, l'abbé de Trévi Bartolomeo, il remporte des succès inespérés, jusqu'à imposer aux cités de Lombardie une paix générale sous l'égide de la papauté ("Paix de Romano", conclue le 9 mai 1267).
Peu après, Bernard de Castanet est nommé administrateur de l'archevêché de Trèves (dont l'archevêque Heinrich von Vistingen était en rébellion contre la papauté). À ce titre, il lutte aussi contre la ville de Cologne, désobéissante à son archevêque, contre laquelle il prononce des sentences d'excommunication et d'interdit.
Après avoir participé au deuxième concile de Lyon en 1274, au cours duquel il se fait l'instrument de négociations entre le roi d'Aragon Jacques Ier et Grégoire X. Bernard de Castanet est envoyé par Innocent V en ambassade auprès du roi des Romains Rodolphe de Habsbourg (1275), puis nommé évêque d'Albi en 1276.

### Évêque d'Albi

#### Situation du diocèse à son arrivée
Durant la croisade des Albigeois qui ravage le Languedoc, l'évêque d'Albi, Guillaume V de Pierre de Brens accueille les croisés et évite à sa ville les combats. La paix revenue, le pouvoir en ville est détenu conjointement par l'évêque et le vicomte d'Albigeois, en l'occurrence le roi de France Louis IX. L'éloignement du souverain permet aux évêques de prendre une importance politique croissante. Le travail de Sicard Alaman, gestionnaire des biens du comte de Toulouse, produit un redressement économique important : création des premières bastides en 1222 et développement du commerce, en particulier du vin de Gaillac vers Bordeaux.
L'évêque Durand de Beaucaire décide de construire le palais de la Berbie, nouvelle résidence épiscopale et siège du tribunal de l'Inquisition. Il restaure également l'ancienne cathédrale romane en pierre. Son successeur, Bernard de Combret, continue son œuvre, mais le pouvoir grandissant des évêques conduit les habitants d'Albi à s'allier au roi contre leur évêque. Combret entreprend la fortification du palais de la Berbie autour d'une cour close.

#### Le bâtisseur
Le lendemain de son arrivée à Albi, le nouvel évêque décide la construction d'une nouvelle cathédrale de brique : la cathédrale Sainte-Cécile.
Il favorise l'édification du couvent des dominicains. Il mena deux séries de procès d'Inquisition contre les hérétiques de son diocèse, en 1286-1287 puis en 1299-1300. Son intransigeance, aussi bien dans le gouvernement temporel qu'au spirituel, fit de lui un archétype de l'évêque théocrate du XIIIe siècle. Le gouvernement de Castanet rencontra une forte opposition de la part des bourgeois d'Albi. Ces derniers, en compagnie de notables de Castres, de Cordes, de Carcassonne et de Limoux, se lancèrent à partir de 1300 dans un mouvement anti-inquisitorial emmené par le frère mineur Bernard Délicieux. En 1302, ces contestataires obtinrent du roi de France Philippe le Bel l'infliction d'une forte amende à Bernard de Castanet, suivie de la mise sous séquestre royal du temporel épiscopal. Castanet dut alors quitter Albi, qui se trouvait en état d'insurrection contre son pouvoir (et contre les dominicains du lieu - le prieur local était alors le célèbre Bernard Gui). Dès 1304, cependant, le roi de France retira son appui au mouvement anti-inquisitorial et l'agitation retomba.
Les opposants albigeois à Castanet ne désarmèrent pas pour autant. En 1307, deux chanoines de la cathédrale d'Albi obtinrent du pape Clément V le déclenchement d'une enquête judiciaire contre l'évêque, qu'ils accusaient de multiples homicides (notamment par empoisonnement), de négligence pastorale, de simonie, de dilapidation, d'irrégularités et de cruautés systématiques dans l'exercice de la justice, enfin d'incontinence. Après l'audition à Albi de 114 témoins (presque tous à charge), le pape n'émit pas de sentence. Mais il pénalisa l'évêque implicitement en le transférant au siège du Puy-en-Velay, moins prestigieux, à l'été 1308.

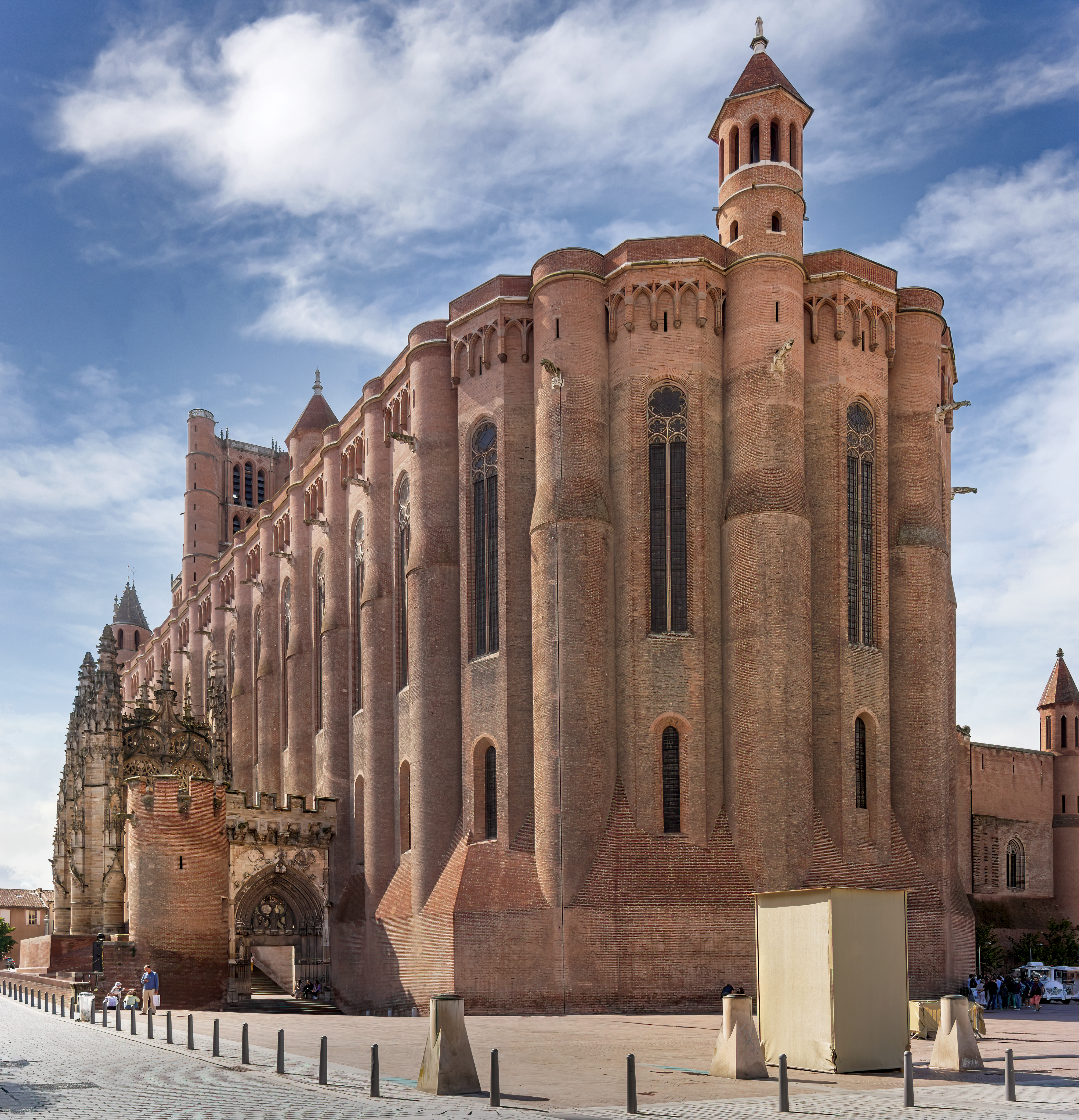
La cathédrale fortifiée Ste Cécile d'Albi.
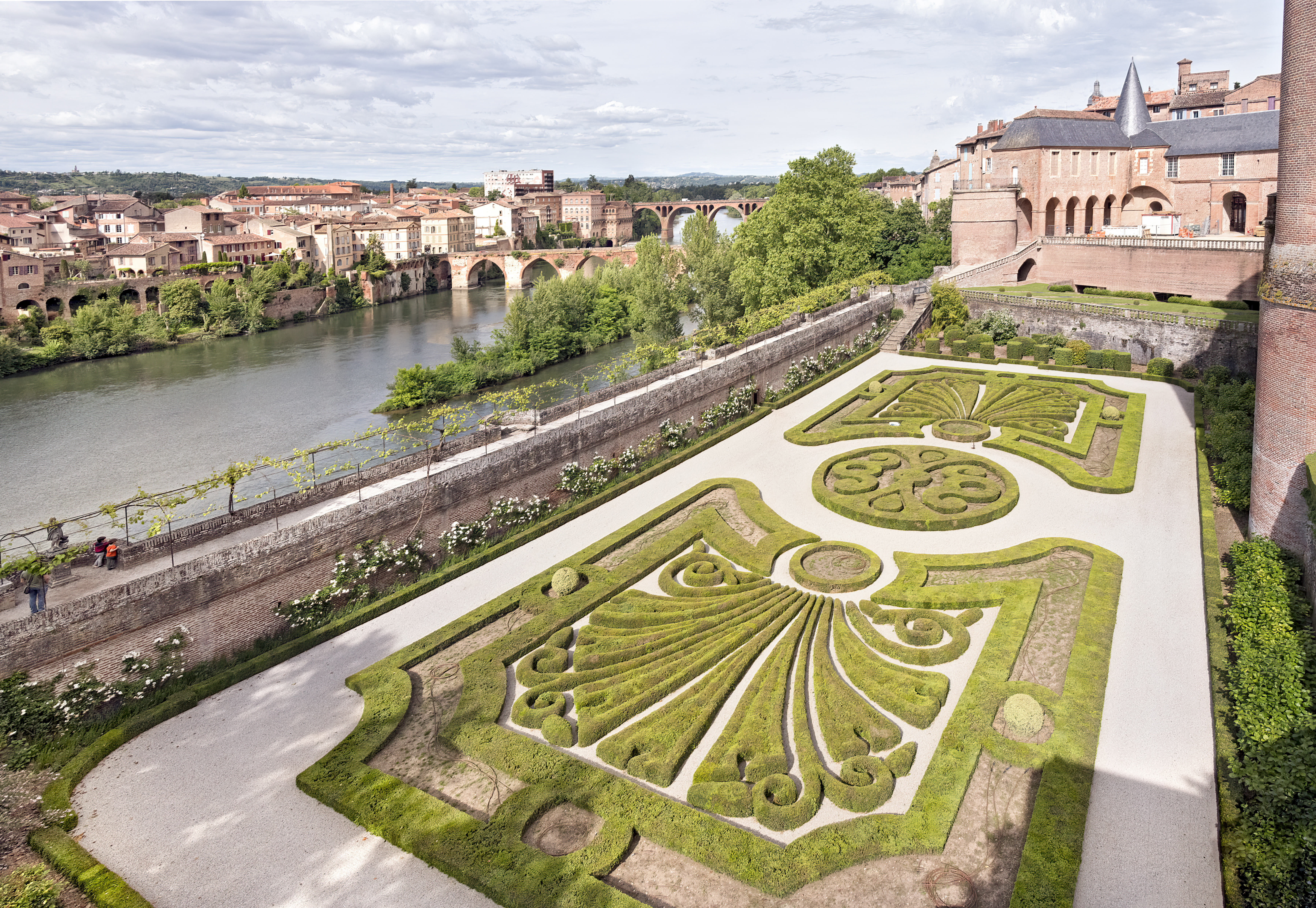
Palais de la Berbie - La place d'arme de Bernard de Castanet devenue un jardin à la française.

### Évêque du Puy-en-Velay
Après l'avènement du pape Jean XXII, ancien ami de Castanet, en 1316, l'évêque rentra en faveur à la Curie. Il fut nommé cardinal-évêque de Porto lors du consistoire du 17 décembre 1316.
Il meurt le 14 août 1317 à Avignon. Il fut enterré dans la cathédrale Notre-Dame des Doms d'Avignon, dans une chapelle qui accueillit plus tard le tombeau de Jean XXII.